# Bandera de Abruzos
La bandera de Abruzos es uno de los símbolos oficiales de la región de Abruzzo, Italia. La bandera actual fue adoptada el 21 de mayo de 1999.

## Simbolismo
La bandera es el escudo de Abruzzo superpuesto sobre un campo de color borgoña. El blanco representa las montañas nevadas, el verde las colinas de la región y el azul el mar Adriático.

## Historia

Bandera del cliente francés República de Pescara